# Styphlomerus plausibilis
Styphlomerus plausibilis é uma espécie de carabídeo da tribo Brachinini, com distribuição restrita ao Zimbabwe.